# Kościół Wniebowzięcia Najświętszej Maryi Panny w Zagórzu
Kościół Wniebowzięcia Najświętszej Maryi Panny w Zagórzu – świątynia parafii rzymskokatolickiej w Starym Zagórzu przy ulicy Piłsudskiego. Od 1 lipca 2007 roku na mocy dekretu metropolity przemyskiego Józefa Michalika kościół stał się Sanktuarium Matki Boskiej Zagórskiej – Matki Nowego Życia.

## Opis

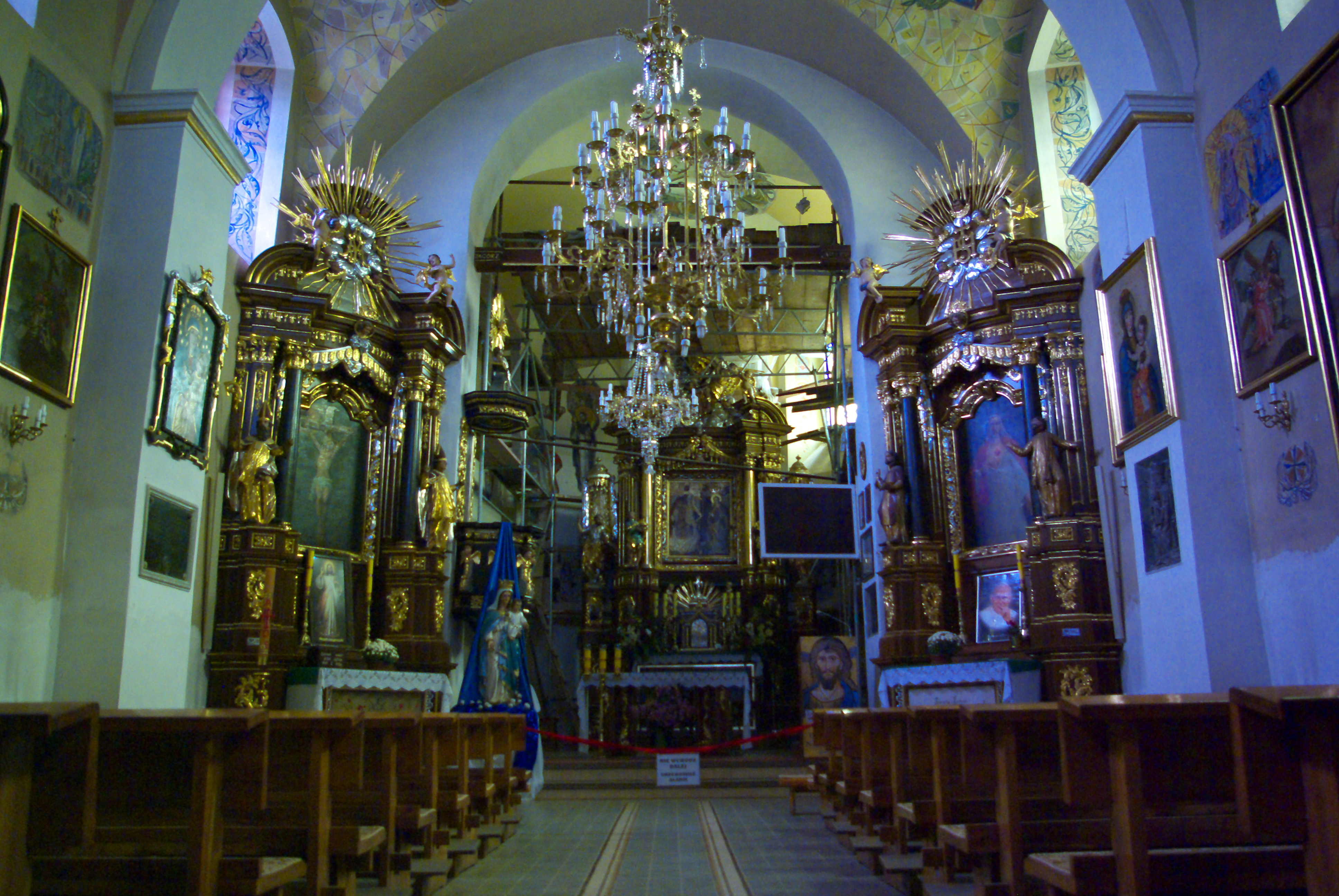
Wnętrze kościoła

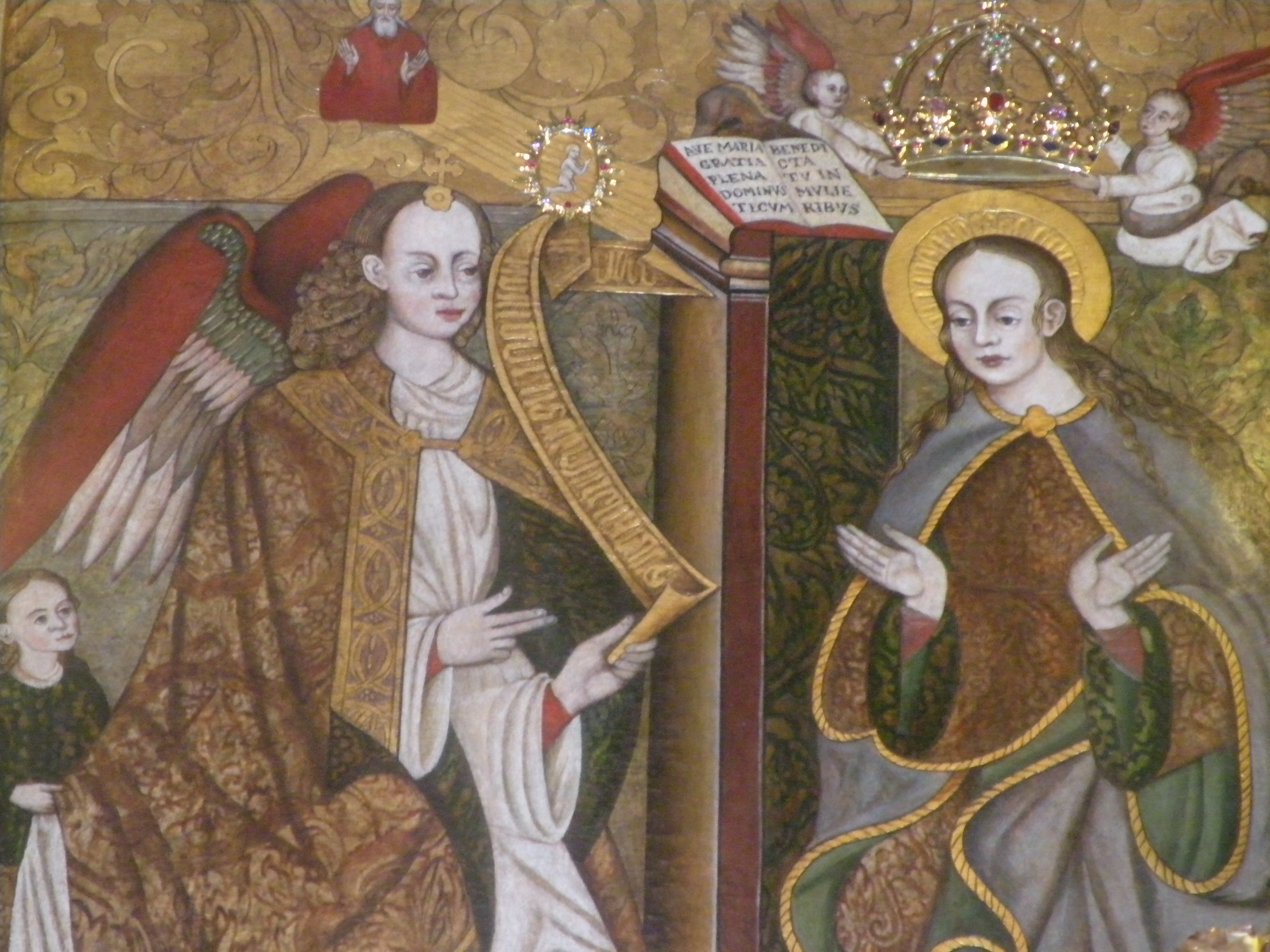
Łaskami słynący obraz Matki Bożej w głównym ołtarzu

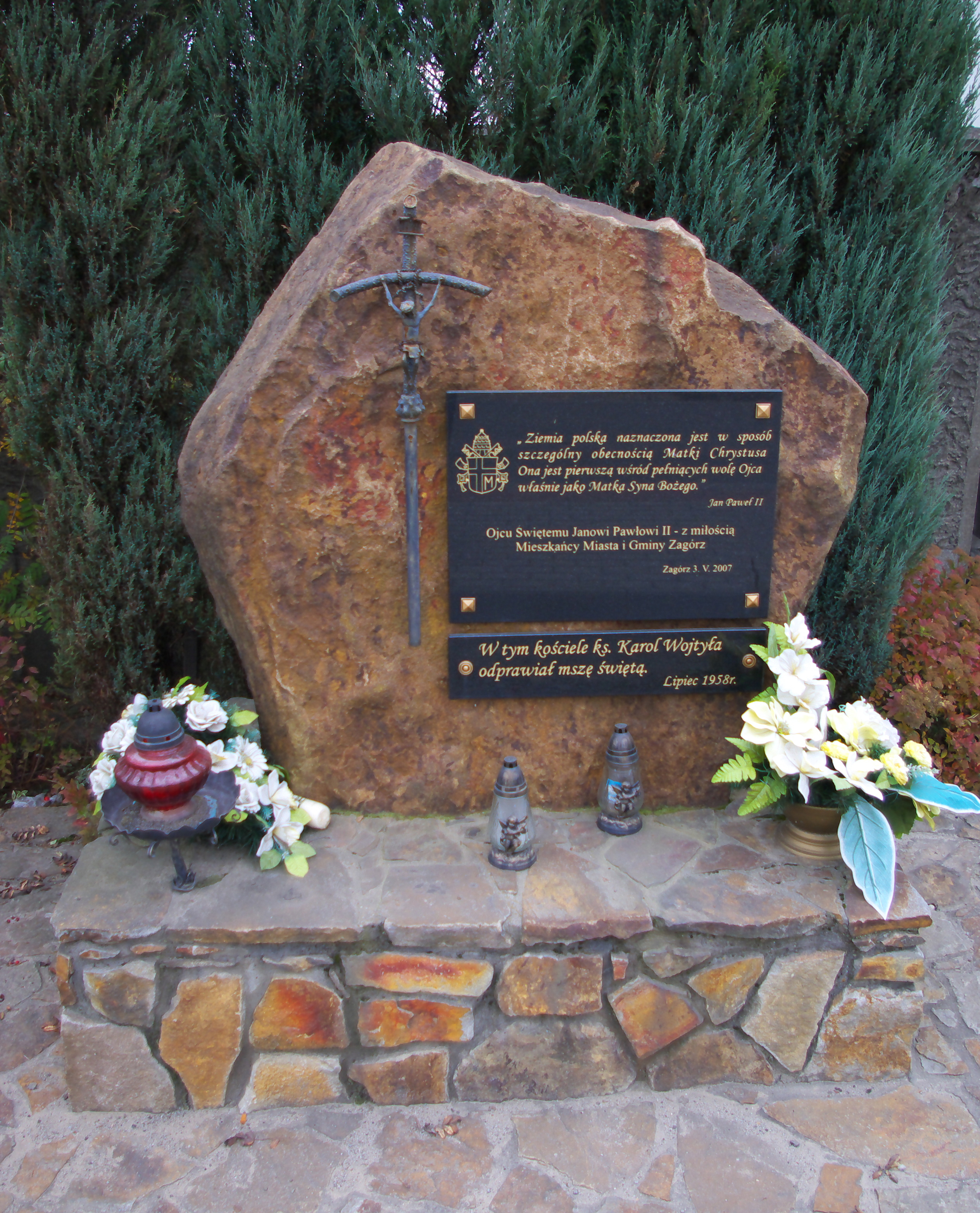
Kamień pamiątkowy upamiętniający wizytę Karola Wojtyły w tutejszym kościele

Późnobarokowy kościół parafialny w Starym Zagórzu zbudowany został w drugiej ćwierci XVIII wieku, przypuszczalnie z wykorzystaniem murów dawnej gotyckiej kaplicy. Podczas I wojny światowej w 1915 budynek został częściowo spalony. Był odnawiany w 1925 i w 1963.
Kościół zagórski to budowla jednonawowa, z przedsionkiem i zakrystią. Zbudowany jest z kamienia i pokryty tynkiem. Nawa główna, o rzucie prostokątnym, jest trójprzęsłowa, a łukowe barokowe sklepienie opiera się na ścianach. Przy dość krótkim prezbiterium znajduje się zakrystia; w przeszłości nad zakrystią mieściła się loża kolatorska z widokiem na ołtarz. Schody do loży znajdują się w zakrystii, sama loża jest nieczynna od lat powojennych i zasłonięta od ołtarza znacznej wielkości obrazem.
W fasadzie kościoła, w niszach umieszczone są drewniane rzeźby św. św. Piotra i Pawła; pomiędzy nimi umieszczona jest pamiątkowa tablica z czarnego marmuru ufundowana przez Polaków w Zagórzu z okazji dziesięciolecia odzyskania niepodległości (1928). Szczyt kościoła wieńczy sygnaturka (bez dzwonu).
We wnętrzu barokowy ołtarz główny zwieńczony figurą przedstawiającą scenę Wniebowzięcia Najświętszej Marii Panny. Centralnym punktem ołtarza jest łaskami słynący późnogotycki obraz Zwiastowania Najświętszej Marii Panny. Koronacja obrazu Matki Boskiej Zagórskiej dokonana została 2 lipca 2007 roku przez arcybiskupa przemyskiego Józefa Michalika. Główne elementy ołtarza pokryte są 24-karatowym złotem. Po bokach ołtarza stoją figury św. Piotra i św. Pawła oraz dwie postacie alegoryczne. Po obu stronach nawy głównej dwa ołtarze boczne, neobarokowe z obrazami z II połowy XX wieku; po lewej Matka Boska z Maksymilianem Marią Kolbe, po prawej Chrystus Miłosierny. Na ścianach świątyni znajdują się znaczne wielkości obrazy uratowane ze spalonego Klasztoru Karmelitów bosych. Poza tym seria obrazów tworzących 14 stacji Drogi Krzyżowej. W świątyni ozdobne witraże z okresu międzywojennego ufundowane przez rodzinę barona Adama Gubrynowicza (Bardzo podobne do zagórskich znajdują się w kościele sw. Józefa na Kahlenbergu, również ufundowane przez Gubrynowiczów, wykonanane przez takiego samego artystę). Oryginalna ambona oraz chór; na chórze organy spełniające kryteria koncertowe. Ściany pokryte polichromią wykonaną w latach 80. XX wieku.
Poniżej ołtarza głównego znajduje się obraz „Ostatnia Wieczerza”, autorstwa Kazimierza Lisowskiego, namalowany w 1933.
W odległości kilku metrów na północ od świątyni wolnostojąca dzwonnica (z podpisem Kasper Siop) oraz kamienny mur graniczny. W przeszłości wokół kościoła znajdował się cmentarz grzebalny o czym przypomina stosowna tablica.
Kościół wraz z dzwonnicą został włączony do uaktualnionego w 1972 spisu rejestru zabytków Sanoka w jego nowych granicach administracyjnych (istniejących do 1977).
W kościele znajdują się relikwie Krzyża Prawdziwego.

## Tablice i obiekty pamiątkowe
We wnętrzu kościoła odraz obok niego znajdują się obiekty upamiętniające:
- Tablica pamiątkowa na wewnętrznej ścianie południowej, upamiętnia wszystkich proboszczów parafii.
- Tablica pamiątkowa w przedsionku kościoła, w północnym wejściu, upamiętnia proboszcza ks. kan. Władysława Wójcika.
- Tablica pamiątkowa na wewnętrznej ścianie północnej, upamiętnia dra Józefa Galanta.
- Epitafia w przedsionku kościoła, w północnym wejściu, upamiętniają Teresę Stadnicką i Józefa Ossolińskich.
- Epitafium na wewnętrznej ścianie północnej, upamiętnia Onufrego Truskolaskiego.
- Epitafium na wewnętrznej, zachodniej ścianie pod chórem, upamiętnia Bronisława Gubrynowicza.
- Tablica pamiątkowa na zewnętrznej ścianie frontowej kościoła ustanowiona w 1928, w 10. rocznicę odzyskania niepodległości Polski 1918.
- Tablica pamiątkowa na zewnętrznej, południowej ścianie kościoła, upamiętniająca 600 lat Zagórza (1412-2012). Ustanowiona w 2012.
- Tablica pamiątkowa umieszczona na południowej części ogrodzenia przy kościele, upamiętnia parafian pochowanych do XIV do XVII wieku przy kościele.
- Tablica pamiątkowa umieszczona na południowej części ogrodzenia przy kościele, poświęcona Marianowi Golarzowi-Teleszyńskiemu, ochrzczonemu w kościele. Ustanowiona w 2010.
- Tablica pamiątkowa umieszczona na południowej części ogrodzenia przy kościele, upamiętnia mieszkańców Zagórza poległych i pomordowanych w obronie Ojczyzny. Ustanowiona w 2006.
- Kamień pamiątkowy, umieszczony na lewo od głównego wejścia obelisk, upamiętniający wizytę Karola Wojtyły w zagórskim kościele w lipcu 1958.
- Krzyż milenijny umieszczony przy bocznym, południowym wejściu do kościoła.

## Odpusty
- 25 marca – odpust na dzień Zwiastowania Najświętszej Marii Panny.
- 2 lipca – odpust na dzień Nawiedzenia Świętej Elżbiety.